# Xian de Cangwu
Le xian de Cangwu (苍梧县 ; pinyin : Cāngwú Xiàn) est un district administratif de la région autonome du Guangxi en Chine. Il est placé sous la juridiction de la ville-préfecture de Wuzhou.

## Démographie
La population du district était de 619 300 habitants en 2010.